# كوراي وليامز
كوراي وليامز (بالإنجليزية: Korey Williams)‏ هو لاعب كرة قدم أمريكية ولاعب كرة قدم كندية أمريكي، ولد في 11 يوليو 1987 في نيو أورلينز في الولايات المتحدة.

## وصلات خارجية
- كوراي وليامز على موقع JustSportsStats.com (الإنجليزية)